# Camerunopholis kameruna
Camerunopholis kameruna är en skalbaggsart som beskrevs av Moser 1913. Camerunopholis kameruna ingår i släktet Camerunopholis och familjen Melolonthidae. Inga underarter finns listade.